# Atlee Mahorn
Atlee Mahorn, né le 27 octobre 1965 à Clarendon en Jamaïque, est un ancien athlète canadien spécialiste des épreuves de sprint qui remporta deux médailles de bronze lors des Championnats du monde d'athlétisme. 

## Palmarès

### Championnats du monde
- Championnats du monde d'athlétisme 1991 à Tokyo : 
  -  Médaille de bronze du 200 mètres.
- Championnats du monde d'athlétisme 1993 à Stuttgart :
  -  Médaille de bronze du relais 4 × 100 mètres.